# Juancho Polo Valencia
Juan Manuel Polo Cervantes (Cerro de San Antonio, Magdalena, 18 de septiembre de 1918 - Fundación, Magdalena, 22 de julio de 1978), más conocido como Juancho Polo Valencia, fue un juglar y compositor de música vallenata, conocido por canciones como Alicia adorada, Sombrero blanco, El duende, Lucero espiritual, Marleny y  Sí, sí, sí.
Sus composiciones vallenatas fueron grabadas e interpretadas por importantes cantantes del género vallenato como Alejandro Durán, Diomedes Díaz, Jorge Oñate y Carlos Vives.

## Vida y obra
Hijo de Juan Polo Meriño y María del Rosario Cervantes Berdugo, quienes tuvieron dos hijos, Juan Manuel "Juancho" y María. Algunas versiones afirman que nació en el corregimiento de Candelaria, Magdalena, corregimiento de Cerro de San Antonio. Fue bautizado el 14 de febrero de 1919 en la parroquia del santo de Padua.
Fue alumno del acordeonero Pacho Rada, quien le enseñó a tocar el acordeón. Juancho Polo junto a los músicos Rada, Alejandro Durán, Luis Enrique Martínez y Abel Antonio Villa realizaron cantos de juglaría por el departamento del Magdalena Grande.
La admiración al poeta payanés precursor de la poesía moderna en Colombia, Guillermo Valencia, fallecido en 1943, fue inspiración para que Juancho Polo se cambiara su apellido por el del poeta a los 24 años de edad; por esta razón utilizó como segundo apellido Valencia.
Se casó con Alicia María Cantillo Mendoza, en la parroquia del Cerro de San Antonio. Su canción más famosa es “Alicia Adorada”, un lamento de reclamo a Dios por la muerte de su esposa, muerta de parto en el poblado Flores de María, en esa época corregimiento del municipio de Pivijay, Magdalena, y hoy  corregimiento del municipio Sabanas de San Ángel, Magdalena, donde se había establecido con ella. Juancho Polo y Alicia María tuvieron un hijo, Sebastián Polo Hernández.

## Estilo de composición y ejecución del acordeón
El estilo musical de Juancho Polo Valencia se caracterizó por combinar la narrativa oral del juglar vallenato con un uso creativo del acordeón que trascendía la mera interpretación instrumental. En muchas de sus canciones utilizaba pausas estratégicas y cambios rítmicos para dar espacio a “respuestas” del acordeón, de modo que la melodía se integraba como un personaje más dentro de la historia que narraba.
En temas como El duende, el instrumento reforzaba la atmósfera misteriosa al replicar y acentuar ciertos pasajes del relato cantado. En Se robaron mi sombrero, el acordeón servía como contrapunto humorístico, interviniendo después de frases clave para subrayar la picardía del texto. Este juego de llamada y respuesta entre la voz y el instrumento era uno de los sellos más reconocibles de su estilo.

"Se robaron mi sombrero, y yo sé quien me lo tiene,

hombrecitos majaderos, como si fueran mujeres."
Fragmento de la canción Se robaron mi sombrero.

Además, Juancho Polo fue reconocido por “cazar” enfrentamientos musicales o piquerías con otros juglares, en las que el acordeón y la improvisación verbal servían como armas artísticas para medir el talento y el ingenio. Un ejemplo notable es El provincianito (1970), un paseo en el que reta directamente a Emiliano Zuleta Baquero, conocido como “El Viejo Mile”, cuestionando su memoria y trayectoria. Con versos punzantes y un tono provocador, la canción refleja el espíritu competitivo y festivo de las piquerías vallenatas, en las que la rivalidad musical se mezclaba con el humor y la picardía propios de la tradición oral del Caribe colombiano.

"Ahora vuelvo y te pregunto provincianito,
a ver cual es el coraje
de tu memoria,
Lo digo pa que lo sepas Emilianito,
el por qué es que tu rutina
no está en la historia.
Fragmento de la canción El provincianito.

## Fallecimiento
El día 22 de julio de 1978 Juancho Polo fue encontrado muerto en una casa, acostado en una hamaca con una botella de licor a su lado, viejos amigos organizaron su funeral y dispusieron los arreglos fúnebres del célebre compositor Magdalenense. Sus restos reposan en el panteón del Corregimiento Santa Rosa de Lima de Fundación.

## Impacto de Alicia adorada
La composición Alicia adorada es considerada la obra más emblemática de Juancho Polo Valencia y una de las piezas representativas del vallenato tradicional colombiano. Fue escrita como expresión de duelo tras la muerte de su esposa, Alicia María Cantillo Mendoza, fallecida durante el parto en el entonces corregimiento de Flores de María, Magdalena. La letra, de carácter profundamente personal, presenta un diálogo con Dios en el que el autor manifiesta tristeza, reclamo y resignación, empleando expresiones y giros propios de la oralidad caribeña.
En el relato recogido por Ernesto McCausland en su programa Mundo Costeño, Alicia adorada nació de una tragedia personal. Durante el embarazo de su esposa, Alicia María Cantillo Mendoza, esta enfermó gravemente en el corregimiento de Flores de María. Juancho Polo emprendió un viaje a caballo hacia Pivijay para buscar medicamentos, recorriendo por las precarias vías de la época un trayecto que podía tomar más de tres días. Al regresar, encontró que Alicia había fallecido y ya había sido sepultada. Con el dolor intacto, se dirigió a su tumba, donde entre lágrimas comenzó a improvisar los versos que darían vida a la que sería su canción más célebre.
Inicialmente transmitida de manera oral en parrandas y encuentros de juglares, Alicia adorada obtuvo proyección nacional cuando fue grabada por el acordeonero Alejandro Durán y, posteriormente, versionada por intérpretes como Diomedes Díaz y Carlos Vives. La canción fue popularizada en la grabación de Durán, mientras que la versión de Vives, incluida en su disco Clásicos de la Provincia (1993), una colección de canciones vallenatas que contribuyó a difundir el género fuera de Colombia, alcanzó el puesto 25 en la lista Billboard Hot Latin Songs en los Estados Unidos. Otros artistas que han interpretado o grabado la canción incluyen a Orlando y Su Combo, Aníbal Velásquez, Los Black Stars, Ariza y Su Combo, Eneida Cedeño, Dorindo Cárdenas y su Conjunto Orgullo Santeño, Jorge Oñate con Juancho Rois y Chirimía. Cada versión mantuvo la estructura original de la canción, aunque incorporando matices propios de cada artista, lo que contribuyó a su amplia difusión internacional.

"Se murió mi compañera, qué tristeza,

se murió mi compañera, qué dolor
y solamente a Valencia, ay, hombe,
el guayabo le dejó." 
Fragmento de la canción Alicia adorada.

## Composiciones
Las siguientes son algunas de las composiciones de la autoría de Juancho Polo Valencia:
| Composición                       | Notas |
| --------------------------------- | --- |
| Alicia adorada                    | Grabada por Alejandro Durán (1968). Grabada por Jorge Oñate & Juancho Rois en el álbum El cantante (1983). Grabada por Carlos Vives & Egidio Cuadrado en Clásicos de la Provincia (1993)                                                                                      |
| Lucero espiritual                 | Grabada por Diomedes Díaz & Juancho Rois en el álbum Carta conmigo (1990) |
| Marleny                           | Grabada por Diomedes Díaz & Juancho Rois en el álbum Mi vida musical (1991). |
| Sí, sí, sí                        | Grabada por Jorge Oñate & Julián Rojas en el álbum El invencible (2002). Incluyó la grabación de un video musical. Grabada por Iván Villazón y Saúl Lallemand en el álbum El Desafío en 2002. Grabada por Carlos Vives & Egidio Cuadrado en Clásicos de la Provincia 2 (2008) |
| El Paseo de Concordia             | Grabada por Peter Manjarrés & Juancho De la Espriella en el álbum Llegó el momento (2002). |
| La muerte de Alfredo Gutiérrez    | Grabada e interpretada por Juancho Polo Valencia en su álbum. |
| Niña Mane                         | Grabada por Juancho Polo Valencia en su álbum. Grabada por Poncho Zuleta & Iván Zuleta en el álbum Los Zuleta (2000). |
| El pájaro carpintero              | Ha sido grabada por Juancho Polo Valencia, Alejandro Durán, Miguel Herrera & Raúl 'El chiche" Martínez, Ivo Díaz y Colacho Mendoza en el álbum 20 Clásicos Vallenato. |
| El provincianito                  | Grabada por Joaco Pertuz en el álbum Clásicos de mi Magdalena. |
| El duende                         | Grabada por Peter Manjarrés & Franco Argüelles en el álbum Estilo y talento (2003). |
| Pantaloncitos calientes           | Grabada por Peter Manjarrés & Sergio Luis Rodríguez en el álbum El papá de los amores (2007). |
| La coqueta                        | Grabada por Jorge Oñate |
| Carmencita                        | |
| La muerte es la que puede         | |
| Jesucristo caminando con San Juan | |
| Sombrero blanco                   | |
| La democracia                     | |
| Saludo a Venezuela                | |

## Filmografía
El periodista Ernesto McCausland dedicó uno de los capítulos de su programa Mundo Costeño a la historia de la muerte de Alicia Cantillo, más conocida como Alicia adorada.